# 로스 바클리
로스 바클리(Ross Barkley, 1993년 12월 5일, 리버풀 ~)는 잉글랜드의 축구 선수로, 프리미어리그의 애스턴 빌라에서 공격형 미드필더로 활약하고 있다. 그는 세 차례의 임대 신분으로 셰필드 웬즈데이 FC와 리즈 유나이티드 FC 그리고 애스턴 빌라 FC에서도 활약한 적이 있다.

## 클럽 경력
로스 바클리는 11세에 에버턴 FC의 유소년 팀에 입단하였고, 클럽의 유소년 팀에서 활약하였다. 2010-11 시즌 초, 그는 1군 리그 경기에서 교체 명단에 이름을 올렸고, 프리미어리그 데뷔전을 치를 것으로 기대되었으나 2010년 10월, 리버풀 FC와의 U-19팀 경기에서 앤드리 위즈덤과의 충돌로 다리 골절 부상을 당하면서 무산되었다.
그는 부상으로부터 회복한 뒤, 2011-12 시즌을 시작하기 전에 1군 프리시즌 훈련에 참여하였다. 프리시즌 중에, 팀 케이힐은 바클리를 자신이 동행해본 선수들 중 가장 재능있는 선수로 꼽았다. 그는 0-1로 패한 퀸즈 파크 레인저스 FC와의 에버턴 정규리그 첫 경기에서 데뷔하였고, 라디오 시티 스포츠에서 경기 MVP로 선정되었다. 그의 성과는 마틴 케오운이 "[바클리는] 국내에서 본 선수들 중 최고의 선수가 될 것이다"라고 예측하게 하는 것과 같이, 찬사를 받았다. 2011년 12월, 그는 4년 반짜리 연장 계약을 체결하였다.
2012년 9월 14일, 바클리는 1달 임대계약으로 셰필드 웬즈데이 FC와 계약을 체결하였고, 같은날 브라이턴 앤 호브 앨비언 FC 원정 경기에 출전하였고, 팀은 패하였다. 그는 그 다음주에 볼턴 원더러스 FC와의 경기에서 페널티킥으로 임대 이적 후 첫 골을 득점하였다. 그의 임대 기간은 에버턴이 다시 복귀 요청을 하기 전까지 연장되었고, 그는 원즈데이 소속으로 13경기를 치렀다. 2013년 1월, 그는 "최초 1개월"이란 조건으로 리즈 유나이티드 FC와 임대 계약을 체결하였고, 반즐리 FC와의 더비 경기에서 리즈 데뷔전을 치렀다.
2013-14 시즌에 바클리는 에버턴 1군에 다시 합류하였고, 2-2로 비긴 노리치 시티 FC와의 리그 개막전에서 에버턴 소속 첫골을 득점하였으며, 경기 MVP로 선정되었다. 시즌 전반기에 바클리는 아스널 FC, 스완지 시티 AFC전 등의 여러 경기에서 MVP급 활약을 펼쳤고, 스완지 시티를 상대로는 결승골까지 득점하였다. 그는 알란 한센을 비롯한 여러 평론가들로부터 모든 것을 갖춘 선수라 찬사를 받았고, 게리 리네커는 천부적인 재능을 갖춘 스타 선수라 주장하였다. 클럽 감독 로베르토 마르티네스는 바클리를 폴 개스코인과 미하엘 발라크를 합친 형태라고 묘사하였다.
바클리는 2018년 1월 6일(한국시간) 겨울이적시장에 첼시로 이적하였다. 계약 기간은 5년 반이며 등번호는 8번을 받았다.
2020-21 시즌 중 아스톤 빌라로 임대를 떠났다.

## 국가대표팀 경력

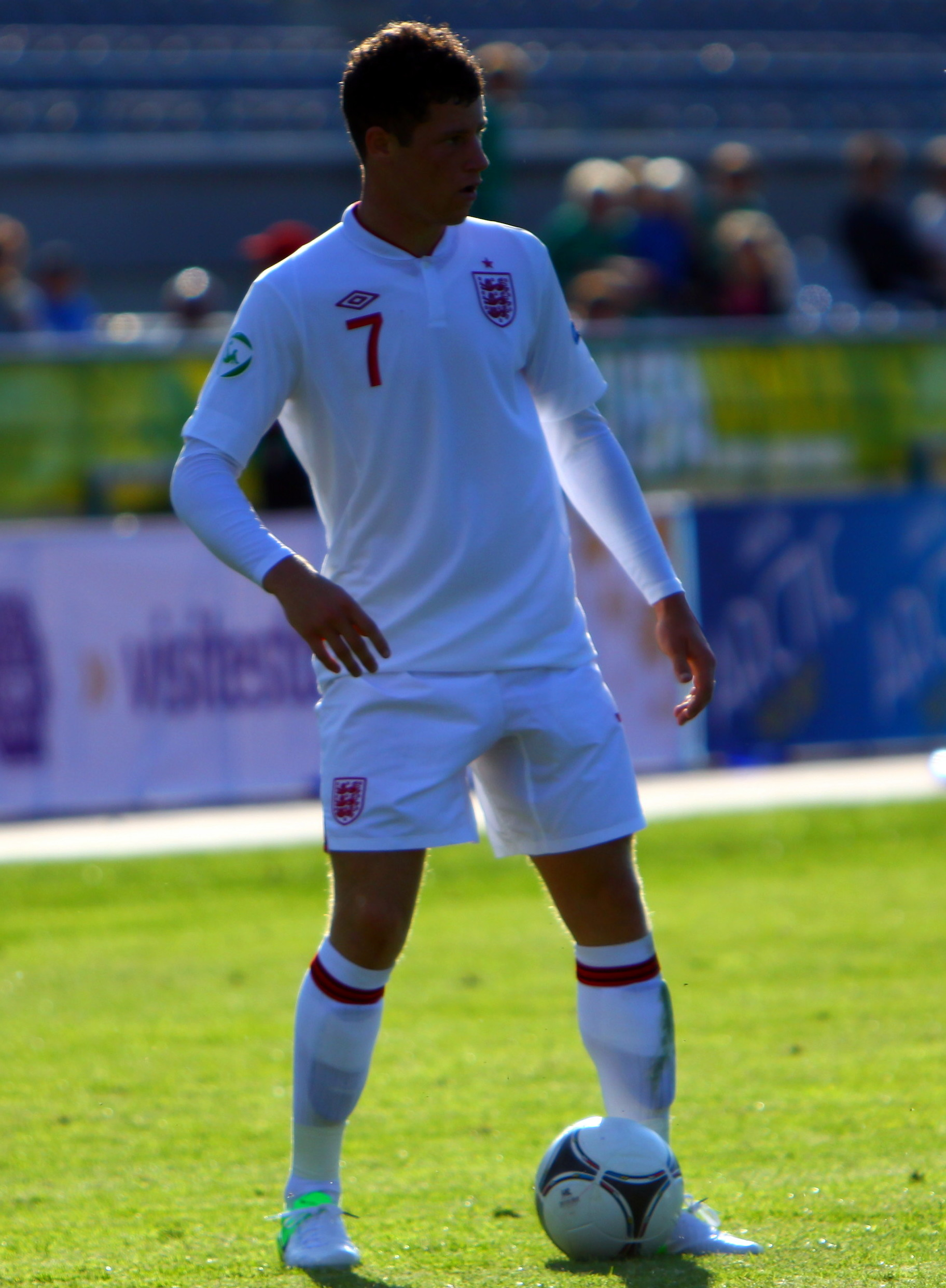
2012년 잉글랜드 U-19 국가대표팀에서 활약하는 바클리

바클리는 그의 할아버지가 나이지리아인이기 때문에 나이지리아 축구 국가대표팀을 선택할 수도 있었다. 그러나 바클리는 잉글랜드의 U-16, U-17, U-19, U-20, U-21, 그리고 성인 국가대표팀에 차출된 경험이 있다. 2008년 9월, 그는 14세의 나이에 U-16 국가대표팀에 차출되었다.
그는 2009년 몽타이그 토너먼트의 스쿼드로 차출되어 성공으로 이끌었는데, 잉글랜드는 이 대회 결승전에서 독일을 승부차기에서 2-1로 꺾었다. 그는 2010년 UEFA U-17 축구 선수권 대회에서 결승전으로 오르는 와중에 두골을 득점하였고, 이 대회 결승전에서 잉글랜드는 스페인을 2-1로 꺾었다. 2011년 8월, 바클리는 잉글랜드 U-21 국가대표팀에 차출되었다.
2013년 5월 28일, 그는 피터 테일러에 의해 21인 2013년 FIFA U-20 월드컵 엔트리에 포함되었다. 6월 16일, 그는 3-0으로 승리한 우루과이 U-20과의 연습 경기에서 U-20 국가대표팀 데뷔전을 치렀다.
2013년 8월 13일, 그는 잉글랜드 U-21 국가대표팀 첫 골을 6-0으로 승리한 스코틀랜드 U-21 국가대표팀과의 경기에서 기록하였다.
바클리는 이후 2013년 8월에 잉글랜드 성인대표팀에 차출되었고, 다음 달에 4-0으로 승리한 몰도바와의 웸블리 2014년 FIFA 월드컵 예선 홈경기에서 잭 윌셔와 교체투입되며 성인대표팀 첫 출전을 기록하였다.

## 사생활
바클리는 리버풀의 스카우스 구역에서 성장하였다.

## 경력 합계
| 클럽                       | 리그         | 시즌      | 합계 | 합계 |
| 클럽                       | 리그         | 시즌      | 출전 | 골   |
| -------------------------- | ------------ | --------- | ---- | ---- |
| 에버턴 FC                  | 프리미어리그 | 2010-11   | 0    | 0    |
| 에버턴 FC                  | 프리미어리그 | 2011-12   | 9    | 0    |
| 에버턴 FC                  | 프리미어리그 | 2012–13   | 9    | 0    |
| 셰필드 웬즈데이 FC (임대)  | 챔피언십     | 2012-13   | 13   | 4    |
| 리즈 유나이티드 AFC (임대) | 챔피언십     | 2012-13   | 4    | 0    |
| 에버턴 FC                  | 프리미어리그 | 2013-14   | 38   | 7    |
| 에버턴 FC                  | 프리미어리그 | 2014-15   | 36   | 2    |
| 에버턴 FC                  | 프리미어리그 | 2015-16   | 48   | 12   |
| 에버턴 FC                  | 프리미어리그 | 2016-17   | 39   | 6    |
| 에버턴 FC                  | 프리미어리그 | 2017-18   | 0    | 0    |
| 첼시                       | 프리미어리그 | 2017-18   | 4    | 0    |
| 첼시                       | 프리미어리그 | 2018-19   | 48   | 5    |
| 첼시                       | 프리미어리그 | 2019-20   | 31   | 5    |
| 첼시                       | 프리미어리그 | 2020-21   | 3    | 1    |
| 애스턴 빌라 (임대)         | 프리미어리그 | 2020-21   | 24   | 3    |
| 첼시                       | 프리미어리그 | 2021-22   | 14   | 1    |
| OGC 니스                   | 리그 1       | 2022-23   | 28   | 4    |
| 루턴 타운                  | 프리미어리그 | 2023-24   | 37   | 5    |
| 애스턴 빌라                | 프리미어리그 | 2024-25   | 29   | 4    |
| 경력 합계                  | 경력 합계    | 경력 합계 | 197  | 31   |